# Eiken (Argóvia)
Eiken é uma comuna da Suíça, situada no distrito de Laufenburg, no cantão de Argóvia. Tem 7,07 km² de área e sua população em 2018 foi estimada em 2.289 habitantes.